# Nimet Karakuş
Nimet Karakuş (Korkuteli, Antalya, 23 de gener de 1993), és una atleta turca. Fa cursa de velocitat. Es va convertir en la primera atleta de Turquia en competir com finalista en 100 m en uns Jocs Olimpics el 2012. Va guanyar una medalla de plata en 100 m plans, amb 11.36, al Campionat Mundial Juvenil de Barcelona el 2012.